# دنيال لونا
دنيال لونا (بالإنجليزية: Donyale Luna)‏ (31 أغسطس 1945 - 17 مايو 1979) عارضة أزياء وممثلة أمريكية تم الاشارة إليها بإعتبارها «أول عارضة أزياء سوداء» ، كانت لونا أول عارضة أمريكي من أصل أفريقي يظهر على غلاف النسخة البريطانية من فوغ، في مايو 1966.

## روابط خارجية
- دنيال لونا على موقع IMDb (الإنجليزية)
- دنيال لونا على موقع روتن توميتوز (الإنجليزية)
- دنيال لونا على موقع قاعدة بيانات الفيلم (الإنجليزية)
- دنيال لونا على موقع كينوبويسك (الروسية)
- Donyale Luna في قاعدة بيانات الأفلام على الإنترنت
- Donyale Luna at aenigma
- دنيال لونا على موقع فايند أغريف